# Big Foot Mama
Big Foot Mama je slovenska rock skupina, ustanovljena leta 1990 v Ljubljani. Skupino danes sestavljajo Grega Skočir (vokal), Alen Steržaj (bas kitara), Jože Habula (bobni), Daniel Gregorič (kitara) in Zoran Čalić (kitara). Izdali so sedem studijskih albumov, dvojni live album in zbirko uspešnic.
Nastala je kot srednješolska skupina, ki je preigravala rock'n'roll uspešnice, že kmalu pa so člani začeli snemati avtorsko glasbo. Višek priljubljenosti so dosegli po tretjem albumu Tretja dimenzija leta 1999, ko so veljali za rock/pop skupino desetletja, podirali rekorde prodaje in napolnili nekaj največjih koncertnih prizorišč v Ljubljani, kot sta Križanke in Hala Tivoli. Poleg tega so nastopali na različnih prizoriščih po vsej Sloveniji, od klubskih do festivalskih. Leta 2010 je skupina praznovala dvajseto obletnico delovanja z izidom dokumentarnega filma Tist' dan v tednu. Njihov predzadnji album, Izhod, je izšel 17. maja 2012 in prav tako dosegel prvo mesto slovenske lestvice albumov po prodaji.

## Zasedba
- Grega Skočir - vokal
- Alen Steržaj - bas kitara
- Jože Habula - bobni
- Daniel Gregorič - kitara
- Zoran Čalić - kitara

## Diskografija

### Studijski albumi
- Nova pravila (1995)
- Kaj se dogaja? (1997)
- Tretja dimenzija (1999)
- Doba norih (2001)
- 5ing (2004)
- Važno, da zadane (2007)
- Izhod (2012)
- Plameni v raju (2018)

### Albumi v živo
- 15 let v živo z gosti (2006)

### Kompilacijski albumi
- Big Foot Mama (2003)
- Let 25 (2015)